# Nederlandse Gereformeerde kerk (Zaamslag)

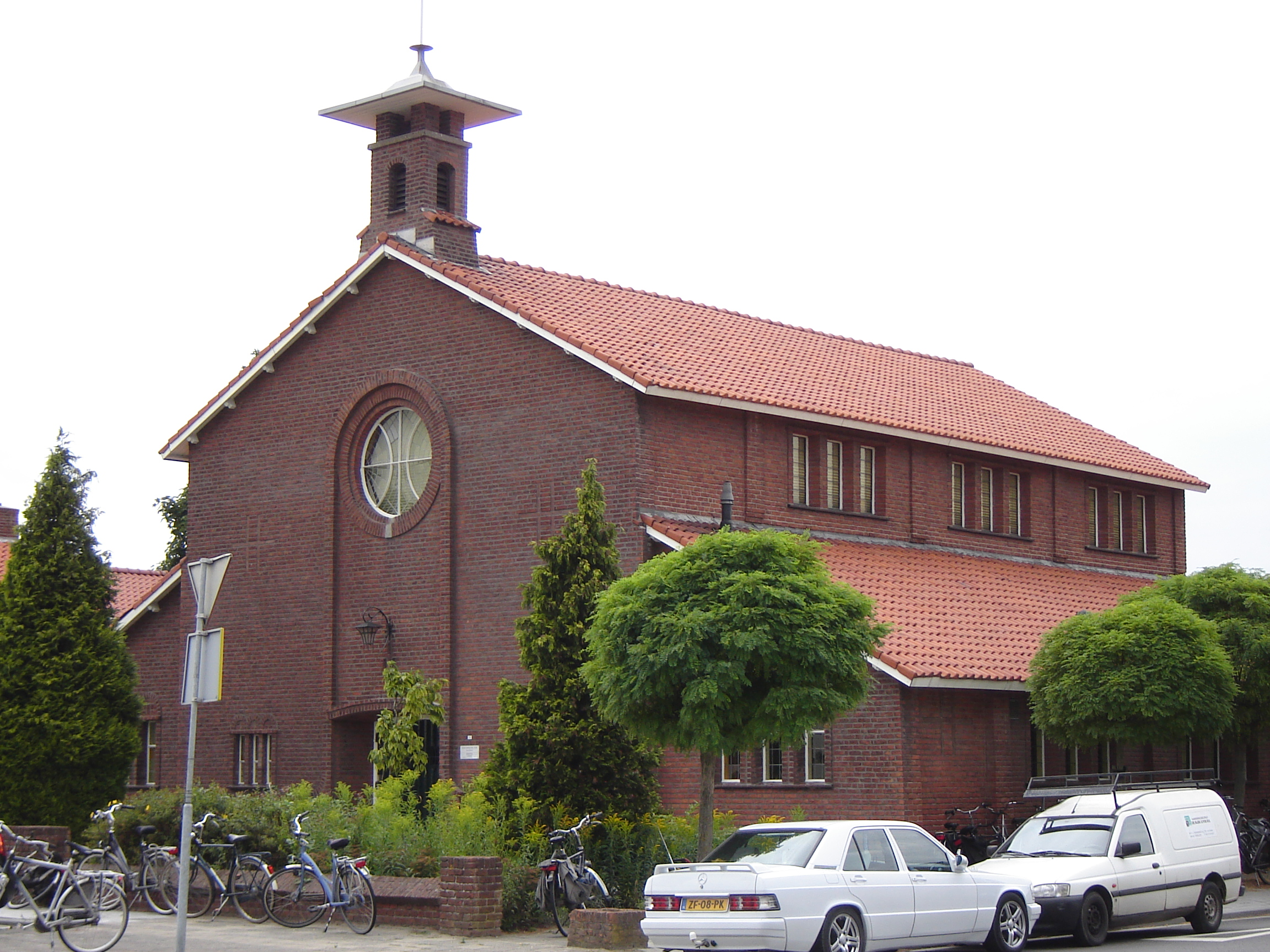
Nederlandse Gereformeerde kerk

De kerk van de Nederlandse Gereformeerde Kerken is een kerkgebouw in de tot de Zeeuwse gemeente Terneuzen behorende plaats Zaamslag, gelegen aan Terneuzensestraat 31.

## Geschiedenis
De Gereformeerde Kerken vrijgemaakt splitsten zich in 1944 af van de Gereformeerde Kerken in Nederland. Ook in Zaamslag had dat gevolgen, waar een gemeente van Vrijgemaakten ontstond. Deze kerkte van 1945-1951 in een bewaarschool aan de Stoofstraat, om vervolgens in 1951 een eigen kerkgebouw te betrekken. In 2023 zijn de vrijgemaakten opgegaan in de Nederlandse Gereformeerde Kerken.
Het betreft een bakstenen kerk onder zadeldak, voorzien van een dakruiter. In 1999 werd het gebouw nog uitgebreid.
Het orgel is vervaardigd door C. Verweijs.